# Olenivka, Melitopol
Olenivka (în ucraineană Оленівка) este un sat în comuna Novopîlîpivka din raionul Melitopol, regiunea Zaporijjea, Ucraina.

## Demografie
Componența lingvistică a localității Olenivka
     Rusă (89,36%)
     Ucraineană (10,64%)
Conform recensământului din 2001, majoritatea populației localității Olenivka era vorbitoare de rusă (89,36%), existând în minoritate și vorbitori de ucraineană (10,64%).